# Supercopa Polonesa de Voleibol Masculino de 2024
A Supercopa Polonesa de Voleibol Masculino de 2024, oficialmente Supercopa Polonesa AL-KO de 2024 por questões de patrocínio, foi a 13.ª edição deste torneio organizado anualmente pela  Liga Polonesa de Voleibol (PLS). Ocorreu no dia 25 de setembro, na cidade de Katowice, na Arena Spodek.
Estreante na competição, o Aluron CMC Warta Zawiercie conquistou o inédito título ao vencer o Jastrzębski Węgiel por 3 sets a 2. O ponteiro norte-americano Aaron Russell foi eleito o melhor jogador da partida.

## Regulamento
O torneio foi disputado em partida única.

## Equipes participantes
| Equipe                     | Cidade           | Qualificação                          | Última participação |
| -------------------------- | ---------------- | ------------------------------------- | ------------------- |
| Jastrzębski Węgiel         | Jastrzębie-Zdrój | Campeão da PlusLiga de 2023–24        | 2023                |
| Aluron CMC Warta Zawiercie | Zawiercie        | Campeão da Copa da Polônia de 2023–24 | Estreante           |

## Local da partida
| Katowice, Polônia  |
| Arena Spodek       |
| ------------------ |
|                    |
| Capacidade: 11 000 |

## Resultado
| Data   | Hora  |                    | Placar |                            | Set 1 | Set 2 | Set 3 | Set 4 | Set 5 | Total   | Relatório |
| ------ | ----- | ------------------ | ------ | -------------------------- | ----- | ----- | ----- | ----- | ----- | ------- | --------- |
| 25 set | 18:00 | Jastrzębski Węgiel | 2–3    | Aluron CMC Warta Zawiercie | 25–21 | 21–25 | 21–25 | 25–19 | 21–23 | 113–113 | Relatório |

## Premiação
| Supercopa Polonesa de 2024                      |
| ----------------------------------------------- |
| Aluron CMC Warta Zawiercie Campeão (1.º título) |

| Elenco |
| --- |
| Bartosz Kwolek, Aaron Russell, Luke Perry, Miłosz Zniszczoł, Szymon Gregorowicz, Jakub Nowosielski, Adrian Markiewicz, Yuriy Gladyr, Miguel Tavares, Mateusz Bieniek, Karol Butryn, Wiktor Rajsner, Mobin Nasri, Kyle Ensing, Patryk Łaba |
| Técnico |
| Michał Winiarski |